# Alfons V av Portugal
Alfons V av Portugal (portugisiska: Afonso V), född den 15 januari 1432 i Sintra, död den 29 augusti 1481 i Sintra, efterträdde 1438 sin far Edvard I som kung av Portugal, men tillträdde först 1448 själv kungamakten. 
Under hans styre började portugisernas stora upptäcktsresor och kolonialvälde; därav hans tillnamn Afrikanen.

## Biografi
Alfons landsteg 1458 vid Ceuta och intog Alcazar, och 1471 erövrade han Arzilla och Tanger på Afrikas norra kust. I hopp att kunna förena Kastilien med Portugal förlovade han sig med den kastilianska prinsessan Johanna, men sedan han 1476 hade förlorat slaget vid Toro avstod han i freden i Alcacevas 1479 sina anspråk såväl på hennes hand som på Kastiliens tron. Trött vid regeringen och världen, beslöt han gå i kloster, men dog på vägen dit.
Med sin kusin Isabella av Coimbra hade Alfons sonen och efterträdaren Johan II.
Alfon lät 1446 utarbeta den Alfonsinska lagsamlingen.